# Lapče Kang I
Lapče Kang I (také Lapche Kang I, Labuche Kang I, Lobuche Kang I nebo Choksiam) je hora vysoká 7 367 m n. m. nacházející se v pohoří Himálaj v Tibetské autonomní oblasti Čínské lidové republiky. Vrchol Šiša Pangma leží 55 km na západ a Čo Oju 38 km jihovýchodně od Lapče Kang. Na západ od Lapče Kang je 7 072 m vysoká Lapče Kang II, zatímco na východ je 7 250 m vysoká, ještě nevylezená Lapče Kang III.

## Prvovýstup
Prvovýstup na Lapče Kang provedla 26. října 1987 čínsko-japonská expedice (Japonci Hidekatsu Furukawa, Keiichi Sudo, Osamu Tanabe a Ataru Deuchi a Tibeťané Wanjia, Diaqiog, Gyala a Lhaji).